# Sabium
Sabium (chiamato anche Sabum; fl. XIX secolo a.C.) fu il terzo re della Prima dinastia di Babilonia.
Regnò dal 1844 a.C. al 1831 a.C., o dal 1781 a.C. al 1767 a.C., a seconda della cronologia adottata.